# Islanda ai Giochi della XXXIII Olimpiade
L'Islanda ha partecipato ai Giochi della XXXIII Olimpiade, svoltisi a Parigi dal 26 luglio all'11 agosto 2024, con una delegazione di 5 atleti, 2 uomini e 3 donne, in 4 discipline. Ha partecipato a ogni singola edizione delle Olimpiadi estive dal debutto ufficiale nel 1912, ad eccezione di quattro occasioni a seguito della Grande Depressione mondiale (dal 1920 al 1932).
I portabandiera alla cerimonia di apertura sono stati Hákon Svavarsson e Edda Hannesdóttir.

## Delegazione
| Sport            | Uomini | Donne | Totale |
| ---------------- | ------ | ----- | ------ |
| Atletica leggera | 0      | 1     | 1      |
| Nuoto            | 1      | 1     | 2      |
| Tiro             | 1      | 0     | 1      |
| Triathlon        | 0      | 1     | 1      |
| Totale           | 2      | 3     | 5      |

## Risultati

### Atletica leggera
| Atleta                   | Evento                   | Qualificazione | Qualificazione | Finale          | Finale          |
| Atleta                   | Evento                   | Risultato      | Posizione      | Risultato       | Posizione       |
| ------------------------ | ------------------------ | -------------- | -------------- | --------------- | --------------- |
| Erna Sóley Gunnarsdóttir | Getto del peso femminile | 17,39          | 20ª            | Non qualificata | Non qualificata |

### Nuoto
| Atleta                   | Evento                       | Batterie | Batterie  | Semifinali      | Semifinali      | Finale          | Finale          |
| Atleta                   | Evento                       | Tempo    | Posizione | Tempo           | Posizione       | Tempo           | Posizione       |
| ------------------------ | ---------------------------- | -------- | --------- | --------------- | --------------- | --------------- | --------------- |
| Anton McKee              | 100 m rana maschili          | 1'00"62  | 25º       | Non qualificato | Non qualificato | Non qualificato | Non qualificato |
| Anton McKee              | 200 m rana maschili          | 2'10"36  | 9º Q      | 2'10"42         | 15º             | Non qualificato | Non qualificato |
| Snæfríður Jórunnardóttir | 100 m stile libero femminili | 54"85    | 19ª       | Non qualificata | Non qualificata | Non qualificata | Non qualificata |
| Snæfríður Jórunnardóttir | 200 m stile libero femminili | 1'58"32  | 15ª Q     | 1'58"78         | 15ª             | Non qualificata | Non qualificata |

### Tiro a segno/volo
| Atleta           | Evento         | Qualificazione | Qualificazione | Finale          | Finale          |
| Atleta           | Evento         | Punteggio      | Classifica     | Punteggio       | Classifica      |
| ---------------- | -------------- | -------------- | -------------- | --------------- | --------------- |
| Hákon Svavarsson | Skeet maschile | 116            | 23º            | Non qualificato | Non qualificato |

### Triathlon
| Atleta            | Evento                | Nuoto  | T1    | Ciclismo | T2    | Corsa  | Totale   | Classifica |
| ----------------- | --------------------- | ------ | ----- | -------- | ----- | ------ | -------- | ---------- |
| Edda Hannesdóttir | Individuale femminile | 24'49" | 0'59" | 1h03'25" | 0'38" | 40'55" | 2h10'46" | 51ª        |